# Државни празници у Украјини
| Датум                       | Име                                                                | Украјинско име                                                                | Напомене |
| --------------------------- | ------------------------------------------------------------------ | ----------------------------------------------------------------------------- | --- |
| 1. јануара.                 | Нова Година                                                        | Новий рік                                                                     | |
| 8. март.                    | Међународни дан жена                                               | Міжнародний жіночий день                                                      | |
| променљива                  | Ускрс                                                              | Великдень                                                                     | Ревидирани јулијански календар                                                                                         |
| 1. маја.                    | Празник рада                                                       | День праці                                                                    | До 2018. 2. мај је био и државни празник.                                                                              |
| 8. мај                      | Дан сећања и победе над нацизмом у Другом светском рату 1939—1945. | День пам'яті та перемоги над нацизмом у Другій світовій війні 1939—1945 років | |
| променљива, Ускрс + 49 дана | Духови                                                             | Трійця                                                                        | Ревидирани јулијански календар                                                                                         |
| 28. јуна                    | Дан устава Украјине                                                | День Конституції України                                                      | Слави Устав Украјине из 1996. године.                                                                                  |
| 15. јул                     | Дан државности Украјине                                            | День Української Державності                                                  | |
| 24. августа                 | Дан независности Украјине                                          | День Незалежности України                                                     | Слави се одвајање од Совјетског Савеза 1991. године.                                                                   |
| 1. октобар                  | Дан бранилаца Украјине                                             | День захисників і захисниць України                                           | Од 2015. године је државни празник.                                                                                    |
| 25. децембар                | Божић                                                              | Різдво Христове                                                               | Верски празник од 2017. године, раније се обележавао 7. јануара (од 2017. до 2022. слави се 7. јануара и 25. децембра) |